# Milnor-Sphäre
Eine Milnor-Sphäre ist im mathematischen Teilgebiet der Differentialtopologie eine siebendimensionale glatte Mannigfaltigkeit, welche homöomorph, aber nicht diffeomorph zur siebendimensionalen Sphäre ist. Es gibt 27 Milnor-Sphären. Konstruiert wurden diese erstmals von John Milnor im Jahr 1956 und waren historisch die ersten Beispiele für exotische Sphären.

## Sieben Dimensionen
Die gewöhnliche {\displaystyle 7}-Sphäre {\displaystyle S^{7}} ist ein {\displaystyle S^{3}}-Faserbündel über {\displaystyle S^{4}}, bekannt als quaternionische Hopf-Faserung.
Da der orientierte Bordismusring {\displaystyle \Omega _{7}^{\operatorname {SO} }} (dessen Elemente die Bordismusklassen siebendimensionaler glatter Mannigfaltigkeiten sind) trivial ist (was mithilfe des Thom-Spektrums gezeigt werden kann), ist jede siebendimensionale glatte Mannigfaltigkeit der Rand einer achtdimensionalen Mannigfaltigkeit, denn eine solche ist orientiert bordant zur {\displaystyle 7}-Sphäre {\displaystyle S^{7}}, welche der Rand der {\displaystyle 8}-Scheibe {\displaystyle D^{8}} ist.

## Konstruktion
Ein {\displaystyle S^{3}}-Faserbündel lässt sich allgemein als Sphärenbündel eines vierdimensionalen reellen Vektorbündels darstellen. Über der {\displaystyle 4}-Sphäre {\displaystyle S^{4}} (welche sich als Verklebung von zwei {\displaystyle 4}-Scheiben {\displaystyle D^{4}}, der Nord- und Südhalbkugel, an ihrem Rand {\displaystyle S^{3}}, dem Äquator, darstellen lässt), ergibt sich jedes vierdimensionale reelle Vektorbündel als Verklebung von zwei trivialen vierdimensionalen reellen Vektorbündeln über den beiden {\displaystyle 4}-Scheiben {\displaystyle D^{4}} (nicht trivial ist nicht möglich, da {\displaystyle D^{4}} zusammenziehbar ist) entsprechend einer Abbildung {\displaystyle S^{3}\rightarrow \operatorname {GL} _{4}(\mathbb {R} )} an ihrem Rand {\displaystyle S^{3}}. Das dadurch konstruierte Vektorbündel hängt nur von der Homotopieklasse der Abbildung ab. Es besteht sogar eine Bijektion:
{\displaystyle \operatorname {Vect} _{\mathbb {R} }^{4}(S^{4})\cong \pi _{3}\operatorname {GL} _{4}(\mathbb {R} )}.
In englischer Literatur ist diese Konstruktion (mit Vektorbündeln allgemeinen Ranges über Sphären allgemeiner Dimension, wofür {\displaystyle \operatorname {Vect} _{\mathbb {R} }^{n}(S^{k})\cong \pi _{k-1}\operatorname {GL} _{n}(\mathbb {R} )}) als Clutching Construction bekannt.
Für jedes Paar {\displaystyle (h,k)\in \mathbb {Z} ^{2}} ganzer Zahlen gibt es daher bis auf Isomorphie ein vierdimensionales reelles Vektorbündel {\displaystyle \xi _{h,k}\colon E_{h,k}\rightarrow S^{4}} über {\displaystyle S^{4}}. Für die Euler-Klasse und erste Pontrjagin-Klasse dieses Vektorbündels gilt:
{\displaystyle e(\xi _{h,k})=(h+k)e(\gamma _{\mathbb {H} }^{1,1})}
{\displaystyle p_{1}(\xi _{h,k})=2(h-k)e(\gamma _{\mathbb {H} }^{1,1})},
wobei {\displaystyle \gamma _{\mathbb {H} }^{1,1}} das tautologische Linienbündel über der quaternionischen projektiven Gerade {\displaystyle \mathbb {H} P^{1}\cong S^{4}} ist.
Das Sphärenbündel {\displaystyle S(E_{h,k})}, eine siebendimensionale glatte Mannigfaltigkeit, ist nun der Rand des Scheibenbündels {\displaystyle D(E_{h,k})}, einer achtdimensionalen glatten Mannigfaltigkeit. Mithilfe von Morse-Theorie lässt sich zeigen, dass {\displaystyle S(E_{h,k})} für {\displaystyle |h+k|=1} homöomorph zur {\displaystyle 7}-Sphäre {\displaystyle S^{7}} ist. Wäre {\displaystyle S(E_{h,k})} ebenfalls diffeomorph zur {\displaystyle 7}-Sphäre {\displaystyle S^{7}}, ließe sich das Kofaserprodukt {\displaystyle M_{h,k}=D(E_{h,k})+_{S(E_{h,k})}D^{8}} betrachten. Wird {\displaystyle D^{8}} in dieser auf einen Punkt kollabiert, ergibt sich der Thom-Raum {\displaystyle \operatorname {Th} (E_{h,k})=D(E_{h,k})/S(E_{h,k})=M_{h,k}/D^{8}}. Mithilfe des Thom-Theorems folgt daraus, dass {\displaystyle H^{4}(M_{h,k},\mathbb {Z} )\cong \mathbb {Z} } und {\displaystyle H^{8}(M_{h,k},\mathbb {Z} )\cong \mathbb {Z} }, weshalb die Schnittform eine {\displaystyle 1\times 1}-Matrix ist und die Signatur nur die Werte {\displaystyle \sigma (M_{h,k})=\pm 1} annehmen kann. Da {\displaystyle M_{h,k}} achtdimensional ist, lässt sich ebenfalls der Hirzebruchsche Signatursatz zur Berechnung der Signatur anwenden. Es gilt
{\displaystyle \sigma (M_{h,k})=\langle L_{2}(p_{1}(M_{h,k}),p_{2}(M_{h,k})),[M_{h,k}]\rangle }
mit dem L-Geschlecht:
{\displaystyle L_{2}(p_{1}(M_{h,k}),p_{2}(M_{h,k}))={\frac {1}{45}}\left(7p_{2}(M_{h,k})-p_{1}^{2}(M_{h,k})\right).}
Die Unkenntnis der zweiten Pontrjagin-Klasse {\displaystyle p_{2}(M_{h,k})} kann (nach Multiplikation beider Seiten mit {\displaystyle 45}) durch den Übergang der Werte auf die Restklasse {\displaystyle \mathbb {Z} /7\mathbb {Z} } umgangen werden, da der entsprechende Summand dann verschwindet. Es ergibt sich:
{\displaystyle \pm 3\equiv 4(h-k)^{2}\operatorname {mod} 7\Rightarrow (h-k)^{2}\equiv 1\operatorname {mod} 7.}
Für Paare {\displaystyle (h,k)\in \mathbb {Z} ^{2}} mit {\displaystyle |h+k|=1} und {\displaystyle (h-k)^{2}\not \equiv 1\operatorname {mod} 7} ergibt sich ein Widerspruch, welcher nur dadurch gelöst werden kann, dass die glatte Verklebung von {\displaystyle S(E_{h,k})} mit {\displaystyle S^{7}} in der Konstruktion von {\displaystyle M_{h,k}} nicht möglich ist, also diese nicht diffeomorph sind. {\displaystyle S(E_{h,k})} ist dann eine exotische Sphäre. Ein Beispiel ist {\displaystyle S(E_{2,-3})}.